# 布雷特莱本
布雷特莱本（德語：Bretleben，發音：[ˈbʁeːtˌleːbn̩]）是德国图林根州基夫霍伊瑟县曾经的一个市镇，面积8.69平方千米，2017年12月31日人口为530人。2019年1月1日，布雷特莱本所属的施米克山麓管理共同体解散，其与另外5个成员市镇合并为新市镇安德施米克。